# هریسون اچ. ریدلبرگر
هریسون اچ. ریدلبرگر (به انگلیسی: Harrison H. Riddleberger) سناتور سابق عضو Readjuster بود. وی در سال ۱۸۸۳ تا ۱۸۸۹ میلادی سناتور ایالت ویرجینیا در سنای ایالات متحده آمریکا بود.